# О'Феллон (Іллінойс)
О'Феллон (англ. O'Fallon) — місто (англ. city) в США, в окрузі Сент-Клер штату Іллінойс. Населення — 32 289 осіб (2020).

## Географія
О'Феллон розташований за координатами 38°35′40″ пн. ш. 89°54′54″ зх. д. / 38.59444° пн. ш. 89.91500° зх. д. (38.594344, -89.915042).  За даними Бюро перепису населення США в 2010 році місто мало площу 37,49 км², з яких 37,18 км² — суходіл та 0,31 км² — водойми. В 2017 році площа становила 39,96 км², з яких 39,64 км² — суходіл та 0,32 км² — водойми.

## Демографія
Згідно з переписом 2010 року, у місті мешкала 28 281 особа в 10 747 домогосподарствах у складі 7804 родин. Густота населення становила 754 особи/км².  Було 11414 помешкання (304/км²).
Расовий склад населення:
| - 77,3 % — білих - 15,6 % — чорних або афроамериканців - 2,8 % — азіатів - 0,2 % — корінних американців - 0,1 % — вихідців з тихоокеанських островів |

До двох чи більше рас належало 3,0 %. Частка іспаномовних становила 3,5 % від усіх жителів.
За віковим діапазоном населення розподілялося таким чином: 27,5 % — особи молодші 18 років, 63,5 % — особи у віці 18—64 років, 9,0 % — особи у віці 65 років та старші. Медіана віку мешканця становила 36,4 року. На 100 осіб жіночої статі у місті припадало 94,3 чоловіків;  на 100 жінок у віці від 18 років та старших — 89,3 чоловіків також старших 18 років.
Середній дохід на одне домашнє господарство  становив 94 435 доларів США (медіана — 76 722), а середній дохід на одну сім'ю — 111 394 долари (медіана — 97 576). Медіана доходів становила 70 720 доларів для чоловіків та 47 486 доларів для жінок. За межею бідності перебувало 8,3 % осіб, у тому числі 10,5 % дітей у віці до 18 років та 4,8 % осіб у віці 65 років та старших.
Цивільне працевлаштоване населення становило 12 954 особи. Основні галузі зайнятості: освіта, охорона здоров'я та соціальна допомога — 23,9 %, науковці, спеціалісти, менеджери — 14,9 %, публічна адміністрація — 11,9 %, роздрібна торгівля — 11,5 %.

## Відомі люди
- Вільям Голден (1918 — 1981) — американський актор.